# لايتون أ. هوب
لايتون أ. هوب هو سياسي أمريكي، ولد في 9 ديسمبر 1921، وتوفي في 14 فبراير 1998. نشط حزبياً في الحزب الجمهوري. وقد انتخب عضو مجلس ولاية نيويورك ‏.